# 크로스보우 작전

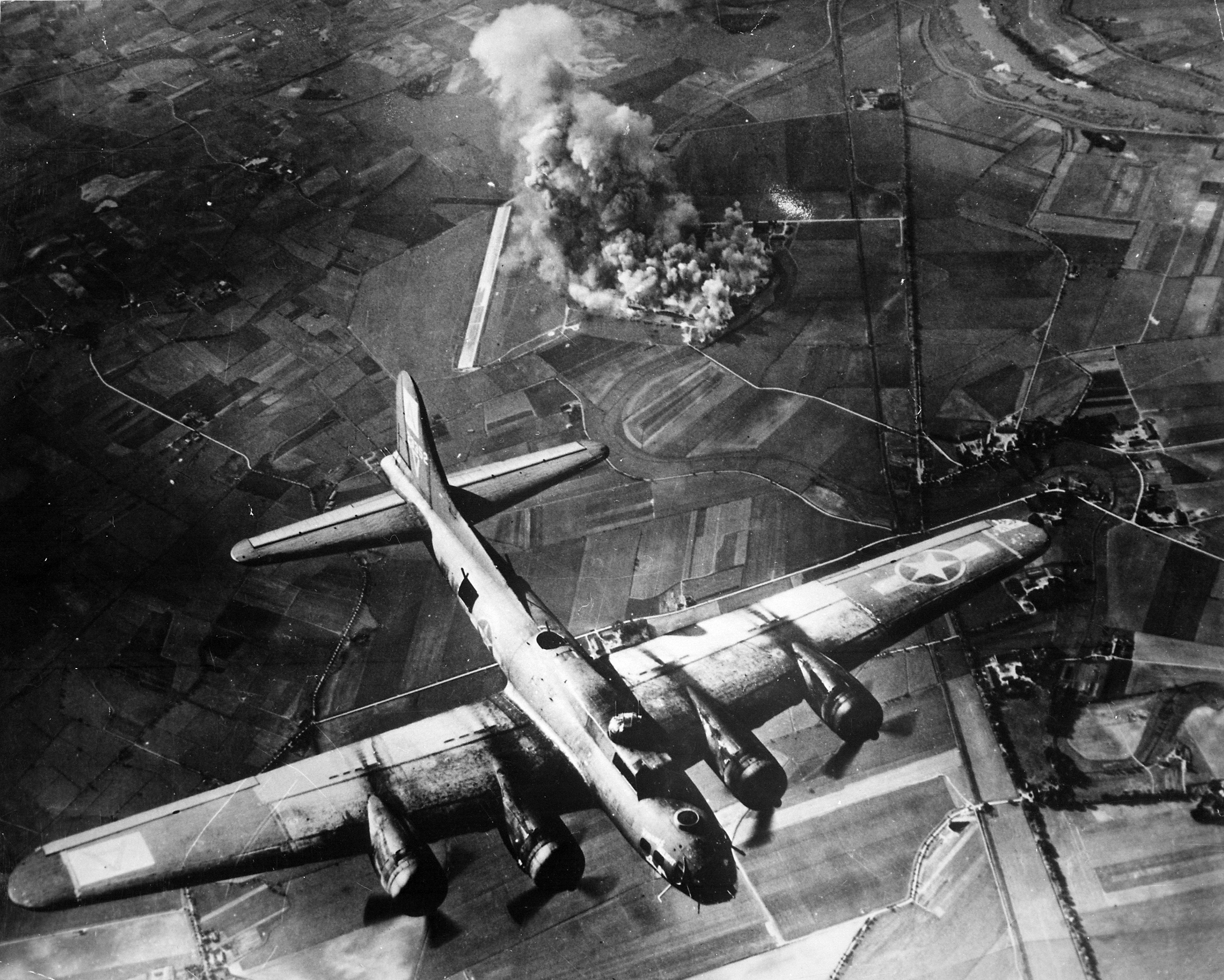
1943년 10월 9일, 미국 제8공군 B-17 폭격기가 폴란드의 독일 비행기 공장을 공습중이다.

크로스보우 작전(Operation Crossbow)은 미국, 영국, 캐나다의 독일군 V-2 로켓 기지에 대한 장거리 보복 공습 작전이다.

## 역사
1943년 5월, 연합군은 독일이 프랑스에 6개의 V-2 로켓 기지를 포함하는 11개의 대형 미사일 기지를 건설하고 있다는 정보를 입수했다. 21세기에도 각국은 순항미사일과 탄도미사일로 무장하고 있는데, 그 원조가 나치 독일이다.
- V-1 비행폭탄, 순항미사일, 사거리 250 km, 탄두중량 850 kg
- V-2 로켓, 탄도미사일, 사거리 320 km, 탄두중량 1톤

1943년 8월, 크로스보우 작전이 개시되어, 독일의 미사일 기지를 공습하기 시작했다. 연합군은 폭격기를 68,913 소티 출격해 122,133톤의 폭탄을 퍼부었다. 1945년 5월 2일까지 계속되었다.
1944년 중반, 미국 해병대 항공모함에서 발진한 폭격기로 V-1 비행폭탄 기지를 공급하려고 했다. 그러나 해병대의 계획은 조지 마셜 미국 육군 대장의 반대로 무산되었다. 당시엔 미국 공군이 없었고, 미국 육군 항공대가 있던 시절이다. 1947년에 미국 공군이 창설되었다.
1944년 8월 4일, Mery-sur-Oise V-2 저장소를 폭격했다.
1944년 8월 25일, 제8공군은 벨기에에 있는 5개의 극저온 액체산소 공장을 폭격했다. 그러나 다음날 벨기에의 라 루비 에르, 토르테, 빌레 브룩에 있는 공장에 대한 공격은 구름으로 인해 중단되었다. V-2 로켓은 한국 나로호처럼 액체산소를 산화제로 사용했다.

## V-1 순항미사일
최초의 V-1 발사는 1944년 6월 13일에 있었는데, 그로부터 불과 1주일 뒤 연합군은 유럽 본토에 상륙(오버로드 작전)한다. 가장 많을 때는 하루에 100개 이상의 V-1이 영국 남동부로 발사되었다. 총 발사된 개수는 9,521개였다. 사정거리에 영국이 들어오는 마지막 발사장이 연합군에게 함락당한 뒤 V-1들은 안트베르펜 항을 비롯한 벨기에 지역 표적들을 타격했다. 이후 전쟁이 끝날 때까지 한 달 동안 2,448개의 V-1이 발사되었다.

## V-2 탄도미사일
1944년 9월부터 3,000 기 이상의 V-2가 발사되었다. 가장 먼저 공격받은 곳은 런던이었고 이어 앤트워프, 리에주 등도 공격받았다. 2011년 BBC 다큐멘터리에 따르면 V-2 공격으로 인해 사망한 사람의 수는 민간인과 군인을 합쳐 9,000 명 가량이고, V-2 개발 과정에서 강제 동원된 노동자 및 수용소 입소자 12,000 여명이 사망했다.

## 영화
1965년에 같은 이름인 Operation Crossbow으로 영화도 제작되었다.

## 대한민국
2020년 기준으로, 남북한은 나치 독일이 세계 최초로 사용한, 순항미사일, 탄도미사일로 무장하고 있다. 북한은, 특이하게도, 순항미사일이 없다. 한국에서는 크로스보우 작전을 킬체인(선제타격), 대량응징보복(보복타격)으로 부른다.
- V-1 비행폭탄, 순항미사일, 사거리 250 km, 탄두중량 850 kg, 항공유
- V-2 로켓, 탄도미사일, 사거리 320 km, 탄두중량 1000 kg, 액체연료
- 현무-3, 순항미사일, 사거리 1500 km, 탄두중량 500 kg, 항공유
- 현무-2A, 탄도미사일, 사거리 300 km, 탄두중량 1500 kg, 고체연료
- 현무-2B, 탄도미사일, 사거리 500 km, 탄두중량 1000 kg, 고체연료
- 현무-2C, 탄도미사일, 사거리 800 km, 탄두중량 500 kg, 고체연료
- KN-23, 탄도미사일, 북한판 이스칸데르, 고체연료
- KN-24, 탄도미사일, 북한판 에이태킴스, 고체연료